# Fresno de la Ribera
Fresno de la Ribera ist ein nordspanischer Ort und eine Gemeinde (municipio) mit 342 Einwohnern (Stand: 2024) im Osten der Provinz Zamora der Autonomen Gemeinschaft Kastilien-León.

## Lage
Fresno de la Ribera liegt etwa 16 Kilometer östlich von Zamora am Duero in der kastilischen Hochebene in einer Höhe von etwa 665 m. Durch die Gemeinde führt die Autovía A-11.
Das Klima im Winter ist durchaus kalt, im Sommer dagegen warm bis heiß; die spärlichen Regenfälle (ca. 429 mm/Jahr) fallen verteilt übers ganze Jahr.

## Bevölkerungsentwicklung
| Jahr      | 1970 | 1981 | 1991 | 2001 | 2011 | 2021 |
| Einwohner | 589  | 497  | 441  | 431  | 397  | 362  |

Der deutliche Bevölkerungsrückgang in der zweiten Hälfte des 20. Jahrhunderts ist im Wesentlichen auf die Mechanisierung der Landwirtschaft und den damit einhergehenden Verlust von Arbeitsplätzen zurückzuführen.

## Sehenswürdigkeiten

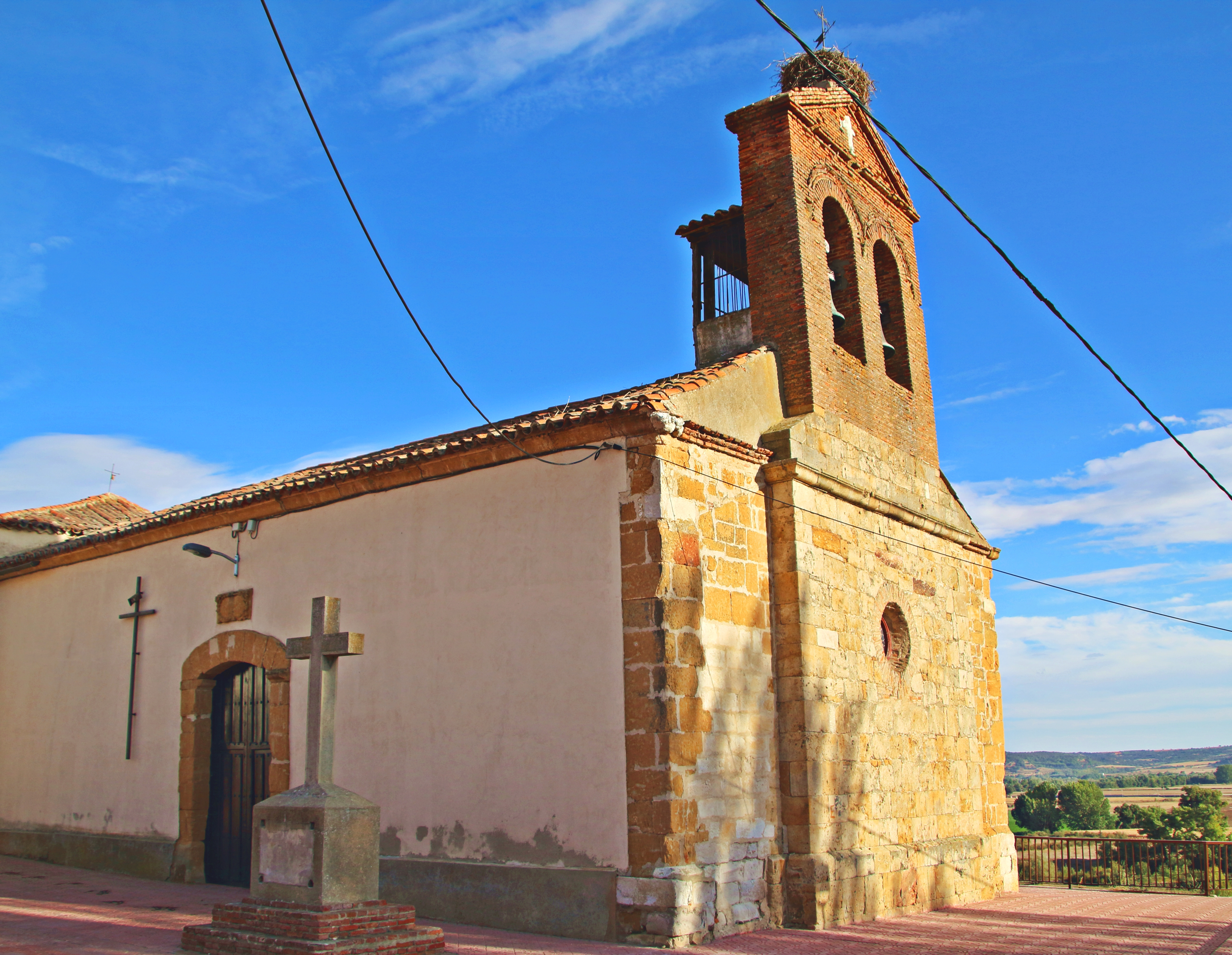
Kirche Mariä Himmelfahrt
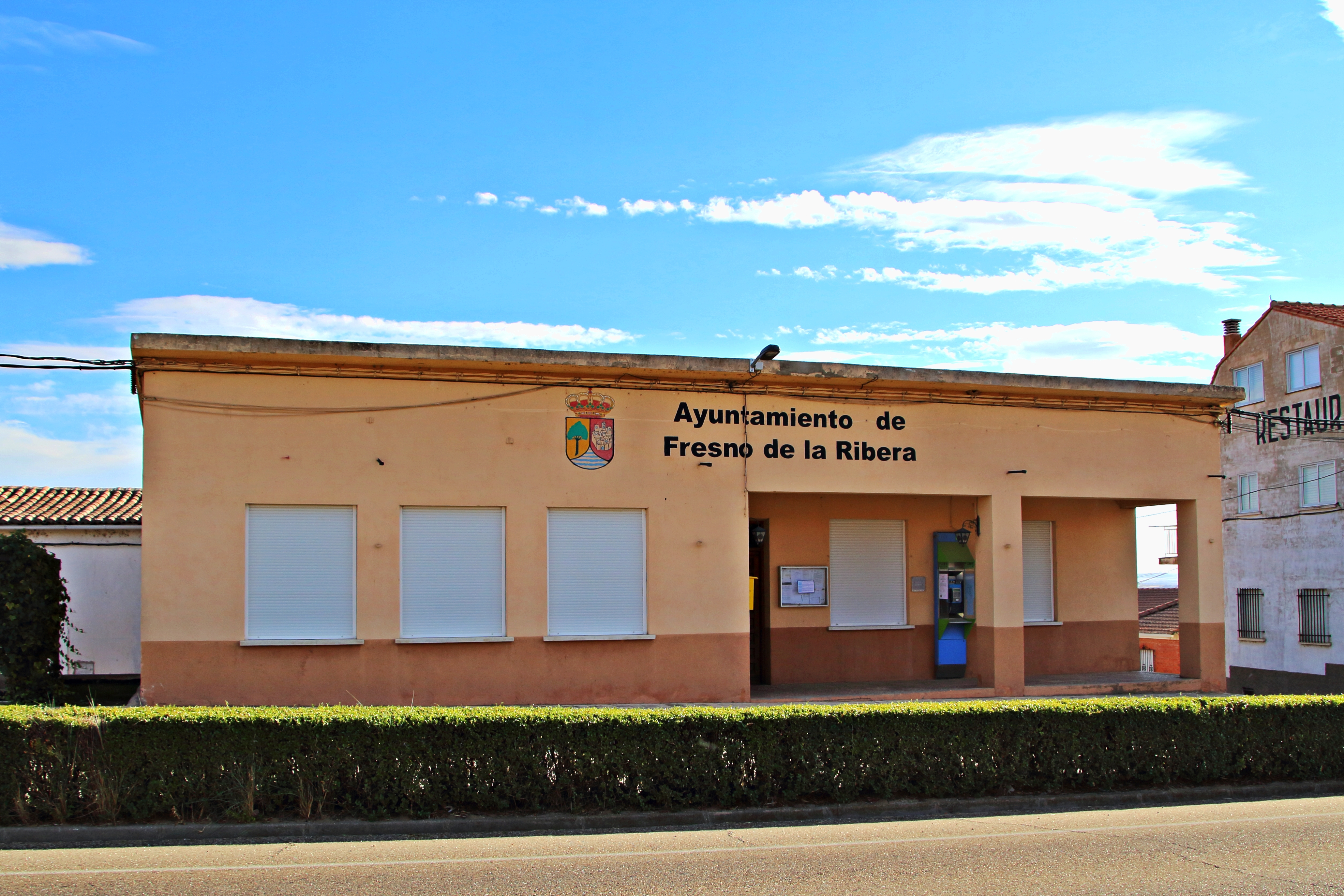
Rathaus

- Kirche Mariä Himmelfahrt
- Rathaus

## Persönlichkeiten
- Marino Alonso (* 1965), Radrennfahrer, Olympiateilnehmer 1996